# 고마바촌
고마바촌(駒場村)은 아이치현 헤키카이군에 설치되었던 촌이다. 현재의 도요타시에 해당한다.